# Lišov
Lišov (niem. Lischau) − miasto w Czechach, w kraju południowoczeskim. Według danych z 31 grudnia 2007 powierzchnia miasta wynosiła 9 355 ha, a liczba jego mieszkańców 4 089 osób.

## Demografia
| Rok             | 1970  | 1980  | 1991  | 2001  | 2003  |
| --------------- | ----- | ----- | ----- | ----- | ----- |
| Liczba ludności | 3 642 | 3 661 | 3 806 | 3 918 | 3 989 |

Źródło: Czeski Urząd Statystyczny